# جون مور (ضابط)
جون مور (بالإنجليزية: John Moore)‏ هو ضابط أمريكي، ولد في 16 أغسطس 1826 في بلومنغتون في الولايات المتحدة، وتوفي في 18 مارس 1907 في واشنطن العاصمة في الولايات المتحدة بسبب التهاب الكلى.